# 1-O (documental)
«1-O» (també anomenat «Catalunya: 1-O») és un documental produït per Mediapro —companyia organitzadora del centre de premsa feta servir pel Govern de Catalunya el primer d'octubre per dirigir-se als mitjans de comunicació—, escrit i dirigit per Lluís Arcarazo i que fou emès per primera vegada el 9 de gener de 2018 a les 21.55 h al programa Sense ficció de TV3. Té una durada de 38 minuts. En aquest documental es narren les vivències, explicades per testimonis, del dia 1 d'octubre de 2017 dia en què se celebrà el Referèndum sobre la independència de Catalunya. Entre aquestes vivències destaquen els incidents que es produïren aquell dia pel Govern espanyol en recórrer a la Policia Nacional i a la Guàrdia Civil per impossibilitar el Referèndum i apareixen concretament diversos col·legis electorals de Barcelona, Arenys de Munt i Sant Julià de Ramis. Gran quantitat de material de vídeo que apareix al documental són imatges registrades pels mateixos ciutadans amb telèfons mòbils, d'altres cedides per altres mitjans així com d'enregistrades per la mateixa productora. El director del documental digué que «fou una jornada terrible però inoblidable. Es tracta d'un documental necessari per a després de les detencions, els empresonaments, l'exili de Puigdemont i les eleccions; l'u d'octubre pot haver quedat en l'oblit de moltes persones.» Entre els diferents testimonis que apareixen l'actriu Sílvia Bel i també Roger Español, qui fou una de les més de milers víctimes, la qual denuncia que perdé la visió d'un ull i que no ha pogut identificar l'agent que va disparar la pilota de goma.

## Contingut
El documental s'inicia amb imatges d'un individu on es mostra el procés de trasllat de les urnes portades als diferents punts electorals i van apareixent diverses imatges dels col·legis electorals amb les aglomeracions de gent defensant les escoles i com es constitueixen els centres per iniciar la jornada de votació. Continua amb la jornada ja iniciada i els problemes que en resultaren com el de la gent no convocada per la mesa a causa de la no recepció d'algunes notificacions així com els problemes informàtics —deguts a bloqueig de pàgines— que esdevingueren durant la jornada. Es mostra com persones voluntàries i apoderades constituïren les meses i ajudaren amb els problemes informàtics. Finalment acaba el documental amb la mostra del recompte de vots en el col·legi en el qual va poder gravar la productora i amb les concentracions finals de gent i com els col·legis electorals els anuncien un primer tast dels resultats.
El documental mostra diversos moments destacats de la jornada com el moment en què la Guàrdia Civil intenta accedir al col·legi de Sant Julià de Ramis i com finalment entren. Es pot observar també paral·lelament com les persones de l'interior del col·legi amaguen les urnes per tal que no les hi prengui la policia i també altres llocs on s'observen alguns forceigs de la policia amb les persones que defensen les urnes. També es veuen diverses càrregues en diferents punts del país i policies disparant bales de goma a la gent.

## Recepció i crítiques
En el dia de l'emissió el documental fou el més vist amb un share del 36,9%. Unes 1.323.000 persones varen veure el documental —segons El món a RAC1. El programa també fou trending topic mundial a Twitter sota l'etiqueta '#1octubreTV3'. Actualment la productora està estudiant com internacionalitzar el documental. Va generar tant d'interès que persones la publicaren a Internet perquè tothom poguera veure'l.
El soci fundador de la productora Mediapro Jaume Roures digué sobre el documental en una entrevista a El món a RAC1 que «del procés, el que em sembla més significatiu o important és la gent.»
El documental comportà algunes crítiques per les xarxes socials. Entre aquestes crítiques destaquen les de membres de partits polítics com Ciutadans i del PP, entre alguns d'aquests hi ha l'alcalde de Gimenells, Dante Pérez Berenguer —ex PSC i actualment del PP—, que titllà el documental de «fastigós» via Twitter en un missatge en el qual escrivia «fàstic de veure a TV3 a tota aquella gent orgullosa de robar a 40 milions d'espanyols el seu dret a decidir sobre la sobirania nacional.» Carina Mejías Sánchez, de Ciutadans, també escrigué a Twitter en el que deia ironitzant «en una TV pública, d'una comunitat autònoma intervinguda per un Estat opressor i autoritari, s'estrena avui el documental sobre què va succeir durant la jornada del referèndum il·legal d'independència a Catalunya. El 155… i això...»
En el número de febrer de 2018 de la revista d'història Sàpiens s'inclogué el DVD del documental «1-O».

### Segona emissió a TV
El 13 de gener de 2018 s'emeté per segona vegada el documental, a causa del gran èxit d'audiència que obtingué en la primera emissió. Aquest segon cop s'emeté també per TV3 i pel canal 33 a la mateixa hora que en la primera emissió, a les 21.55 h, per tot Catalunya i, com a novetat, es pogué veure per l'estat espanyol i les illes, a través del canal 33. En finalitzar l'emissió per televisió, el documental restà disponible a la web de TV3 a la carta amb drets restringits tan sols a Catalunya. Tot seguit del documental s'emeté un programa especial sota el nom de 'Veus de l'1-O' amb la presència de diversos periodistes que cobriren aquella jornada, testimonis i amb Xavier Rosiñol i el director del documental Lluís Arcarazo. En aquest programa especial també s'emeteren imatges inèdites enviades per diferents testimonis. Aquest programa especial 'Veus de l'1-O' també fou líder d'audiència amb un share del 20,5% i gairebé uns 400.000 espectadors.
L'eurodiputat Josep Maria Terricabras anuncià per les xarxes socials que el pròxim 1 de febrer de 2018 s'emetria el documental al Parlament Europeu en versió original i amb subtítols en anglès. S'emeté el documental acompanyat de diversos experts i algunes de les víctimes dels fets per part de la policia durant el referèndum. Alfred-Maurece de Zayas —expert independent de l'ONU— digué que «és escandalós que hi hagi presos polítics a Europa i la Comissió Europea calli i no es pronunciï sobre violacions greus».

### Altres emissions
L'empresa comercial americana Netflix, arran de l'emissió del documental «1-O», usà imatges del president del Govern espanyol M. Rajoy i imatges de càrregues policials succeïdes durant la jornada del referèndum per a promocionar la quarta temporada de la sèrie de televisió distòpica Black Mirror, afegint a Twitter «que va ser abans: la realitat o Black Mirror?». També ha anunciat que estrenarà pròximament un documental sobre l'1-O a Catalunya.
El 22 de gener de 2018 a les 22.30 h s'emeté per ETB 1 i eitb.eus.

## Altres documentals de l'1-O
Al novembre del 2017 La Directa amb l'Agència UO, penjà a YouTube el documental "El primer dia d'octubre" que també narra la jornada del referèndum des de la perspectiva de la societat civil. Se centra en el que va passar a Barcelona i inclou testimonis d'aquell mateix dia amb l'objectiu d'entendre les motivacions de la gent que va decidir defensar els col·legis.